# 333.º Batallón Antiaéreo de Fortaleza de Reserva
El 333.º Batallón Antiaéreo de Fortaleza de Reserva  (333. Reserve-Festungs-Flak-Abteilung (v)) fue una unidad de la Luftwaffe durante la Segunda Guerra Mundial.

## Historia
Fue formado el 26 de agosto de 1939 en Kaiserslautern con componentes del 33.º Batallón Antiaéreo de Fortaleza, con 1. - 10. Baterías.
Fue disuelto en julio de 1941:
- Grupo de Plana Mayor/333.º Batallón Antiaéreo de Fortaleza de Reserva pasó al Grupo de Plana/493.º Batallón Antiaéreo de Reserva
- 1.º Bat./333.º Batallón Antiaéreo de Fortaleza de Reserva pasó a 3.º Bat./296.º Batallón Antiaéreo de Reserva
- 2.º Bat./333.º Batallón Antiaéreo de Fortaleza de Reserva pasó a 1.º Bat./493.º Batallón Antiaéreo de Reserva
- 3.º Bat./333.º Batallón Antiaéreo de Fortaleza de Reserva pasó a 2.º Bat./615.º Batallón Antiaéreo de Reserva
- 4.º Bat./333.º Batallón Antiaéreo de Fortaleza de Reserva pasó a 1.º Bat./495.º Batallón Antiaéreo de Reserva
- 5.º Bat./333.º Batallón Antiaéreo de Fortaleza de Reserva pasó a 3.º Bat./541.º Batallón Antiaéreo de Reserva
- 6.º Bat./333.º Batallón Antiaéreo de Fortaleza de Reserva pasó a 3.º Bat./615.º Batallón Antiaéreo de Reserva
- 7.º Bat./333.º Batallón Antiaéreo de Fortaleza de Reserva pasó a 3.º Bat./493.º Batallón Antiaéreo de Reserva
- 8.º Bat./333.º Batallón Antiaéreo de Fortaleza de Reserva pasó a 2.º Bat./495.º Batallón Antiaéreo de Reserva
- 9.º Bat./333.º Batallón Antiaéreo de Fortaleza de Reserva pasó a 3.º Bat./542.º Batallón Antiaéreo de Reserva
- 10.º bat./333.º Batallón Antiaéreo de Fortaleza de Reserva pasó a 4.º Bat./495.º Batallón Antiaéreo de Reserva

## Servicios
- 1939 – 1940: área de Kaiserslautern.
- 1940 – 1941: en Francia.
- abril de 1941 – junio de 1941: en Brest.